# Beniamino Montemerlo
Beniamino Montemerlo (Voghera, 1823 – Voghera, 1º gennaio 1892) è stato un avvocato e politico italiano.
Venne eletto alla Camera dei deputati del Regno d'Italia nelle elezioni suppletive del 12-19 aprile 1874 nel Collegio di Voghera, prevalendo di soli 4 voti sul suo avversario, e rieletto pochi mesi dopo alle elezioni generali dell'8 novembre. Solo due anni dopo, nel 1876, venne però sconfitto da Francesco Meardi. Politicamente fece parte della Destra storica. Non si ricorda peraltro nulla di questa attività parlamentare, cui non partecipò assiduamente.
Assai più lunga e assidua fu la sua partecipazione alla Deputazione provinciale di Pavia, quale deputato di Voghera. Di questa fu tra i più stimati oratori e dal 1888 fu anche vicepresidente del Consiglio provinciale della stessa provincia.